# BloodRayne (serie)
BloodRayne este o franciză media care a pornit de la două jocuri video dezvoltate de Terminal Reality, inspirând câteva producții cinematografice și benzi desenate.

## Influențe
BloodRayne a fost foarte influențat de jocul anterior dezvoltat Nocturne, un joc horror de supraviețuire mai vechi al Terminal Reality. Personajul din BloodRayne este foarte similar celui din Nocturne numit Svetlana, alt vânător jumătate-vampir. În capturile de ecran apărute înainte de lansarea jocului BloodRayne, costumația agentei Rayne era aproape identică personajului Svetlana. Mai mult, anumiți inamici din BloodRayne (cum ar fi Daemiții) au apărut inițial în Nocturne. De asemenea, ultimul capitol din BloodRayne are loc în aceeași zonă (Castelul Gaustadt) ca a primului capitol din Nocturne. Societatea Brimstone este foarte asemănătoare Spookhouse-ului din Nocturne.